# 超音鼠漂移
《索尼克漂移》（又译作）是一款由世嘉制作和在Game Gear发行的竞速游戏。本游戏于1994年3月18日在日本发行。
玩家需要沿着一系列赛道上比赛。游戏中分为单人游戏或者大奖赛。
《索尼克漂移》的评价褒贬不一，《Fami通》给予本游戏19/40的分数。